# 純情一本気
「純情一本気」（じゅんじょういっぽんぎ）は、2016年1月6日に発売された中西りえの5枚目のシングル。

## 収録曲
- 両楽曲共に、作詞：麻こよみ、作曲：岡千秋、編曲：前田俊明

1. 純情一本気（3分59秒）
2. 斜め松（4分30秒）
3. 純情一本気（オリジナル・カラオケ）
4. 斜め松（オリジナル・カラオケ）
5. 純情一本気（一般用カラオケ・半音下げ）
6. 斜め松（一般用カラオケ・1音下げ）